# Egberto Gismonti
Egberto Gismonti Amin (Carmo-RJ, 5 de dezembro de 1947) é um multi-instrumentista e compositor brasileiro. 
Foi incluído na lista 30 maiores ícones brasileiros da guitarra e do violão (Categoria: "Mestres Acústicos") da revista Rolling Stone Brasil, em 2012.

## Biografia
Egberto Gismonti nasceu em uma família de músicos em Carmo, pequena cidade do interior do estado do Rio de Janeiro, filho do libanês Camilo Amim e da ítalo-brasileira Ruth Gismonti.  Começou a estudar piano aos cinco anos. Durante a infância e adolescência, seus estudos no Conservatório Brasileiro de Música já incluíam flauta, clarinete, violão e piano. Interessou-se pela pesquisa da música popular e folclórica brasileira.
Em 1968, participou de um festival da TV Globo com a canção "O Sonho", defendida pelo grupo Os Três Moraes. Em 1969, partiu  para a França, onde estudou música dodecafônica com Jean Barraqué e análise musical com Nadia Boulanger. No mesmo ano, lançou seu primeiro disco, Egberto Gismonti. Também na mesma época, atuava como arranjador e regente da orquestra que acompanhava Marie Laforêt.
Nos anos 1970, Gismonti dedicou-se a pesquisas musicais, voltando-se quase exclusivamente para a música instrumental. Em 1970, no V Festival Internacional da Canção, concorreu com Mercador de Serpentes. A hesitação das gravadoras brasileiras diante do seu estilo inovador levou-o a procurar selos europeus, pelos quais lançou vários álbuns nas décadas seguintes.
O interesse pelo choro levou-o a se dedicar ao violão de oito cordas e à flauta; a curiosidade sobre as possibilidades da tecnologia e a influência da música contemporânea europeia levaram-no aos sintetizadores; a curiosidade em relação ao folclore e às raízes do Brasil levaram-no a estudar a música dos indígenas do Brasil e a morar, por um breve período, com os Iaualapitis do Alto Xingu.
Entre os músicos com os quais colaborou ou que colaboraram com ele, estão Naná Vasconcelos ("Dança das Cabeças", de 1976), Marlui Miranda, Charlie Haden, Jan Garbarek, André Geraissati, Jaques Morelenbaum, Hermeto Paschoal, Airto Moreira e Flora Purim.
Entre 1977 e 1993, gravou quinze discos para o selo alemão ECM, dos quais dez foram lançados no Brasil pela BMG em 1995. Por meio de seu selo, Carmo, recomprou seu repertório inicial e é um dos raros compositores brasileiros que são donos do próprio acervo.
Sua obra passou a ser gravada por outros instrumentistas como Pedro Aznar, Delia Fischer, Esperanza Spalding, Hamilton de Holanda e André Mehmari.
Casou-se com a atriz Rejane Medeiros, com quem teve dois filhos, Alexandre Gismonti e Bianca Gismonti, ambos músicos.

## Discografia

### Álbuns de estúdio
- Egberto Gismonti (1969)
- Sonho'70 (1970)
- Janela de Ouro (1970)
- Computador (1970)
- Orfeu Novo (1971)
- Água & Vinho (1972)
- Egberto Gismonti - Arvore (1973)
- Academia de Danças (1974)
- Corações Futuristas (1976)
- ' Altura do Sol – Egberto Gismonti & Paulo Horn (1976)
- Dança das Cabeças (1977), com o percussionista Naná Vasconcelos
- Carmo (1977)
- Sol do Meio-Dia (1978), com Jan Garbarek,  Collin Walcott e Ralph Towner
- Nó Caipira (1978)
- Solo (1979)
- E. Gismonti, N. Vasconcelos e W. Smetak (1979)
- Magico (1979), com Charlie Haden e Jan Garbarek
- Folk Songs (1979), com Charlie Haden e Jan Garbarek
- Antologia Poética de João Cabral de Melo Neto (1979)
- Antologia Poética de Ferreira Gullar (1979)
- Antologia Poética de Jorge Amado (1980)
- A Viagem do Vaporzinho Tereré, con Dulce Bressante (1980)
- O Pais das Aguas Luminosas (1980)
- O Dirigivel Tereré, com Francis Hime (1980)
- Sanfona (1980)
- Circense (1980)
- Em Família (1981)
- Fantasia (1982)
- Guitar From ECM (1982)
- Sonhos de Castro Alves (1982)
- Cidade Coração (1983)
- Egberto Gismonti & Hermeto Paschoal (1983)
- Works (1984)
- Egberto Gismonti (1984)
- Duas Vozes (1984), com Nana Vasconcelos
- Trem Caipira (1985), versões de Villa-Lobos
- Alma (1986)
- Feixe de Luz (1988)
- O Pagador de Promessas (1988) trilha sonora da minissérie (TV Globo)
- Dança dos Escravos (1989)
- Kuarup (1989), trilha sonora do filme
- Duo Gismonti / Vasconcelos (1989)
- Infância (1991) com Nando Carneiro, Zeca Assumpção e Jaques Morelenbaum
- Amazônia (1991), trilha sonora da novela (TV Manchete)
- El Viaje (1992), trilha sonora do filme
- Casa das Andorinhas (1992)
- Música de Sobrevivência (1993) com Nando Carneiro, Zeca Assumpção e Jaques Morelenbaum
- Zig Zag (1996)
- Meeting Point (1997)
- In Montreal (2001)
- Saudações (2009)
- Mágico - Carta de Amor (2012), com Charlie Haden e Jan Garbarek

### Álbuns ao vivo
- Egberto Gismonti - Live (1986)
- Egberto Gismonti - ao vivo no Festival in Freiburg Proscenium (1993)
- Egberto Gismonti - ao vivo em São Paulo (1993)

### Tributos de Outro(s) Artista(s) a Egberto Gismonti
- 2008 - Canção da Espera - Jane Duboc canta Egberto Gismonti